# Bernard Ormanowski
Bernard Paweł Ormanowski, poljski veslač, * 10. november 1907, Lippink, † 7. december 1984, Bydgoszcz.
Ormanowski je za Poljsko nastopil na Poletnih olimpijskih igrah 1928 v Amsterdamu, kjer je kot član četverca s krmarjem osvojil bronasto medaljo.